# 高槻選挙違反事件
高槻選挙違反事件（たかつきせんきょいはんじけん）は、1986年に起きたとされる最大規模の選挙違反冤罪事件である。

## 概要
事件の舞台は1986年夏に行われた衆参ダブル選挙だった。定数3の大阪府選挙区において、当時自民党公認で参議院選挙に出馬した京極俊明に対して違法な選挙応援をしたとして、高槻市議会議員平野一郎を始めとする後援会の人々など、後に計147人もの自白調書が取られた。1986年8月、平野をはじめとする28人が公職選挙法違反の罪で起訴、119人が略式起訴され、罰金1万円から7万円の略式命令を受けた。しかし、11人は略式命令に従うも、136人が正式裁判を要求して大阪地方裁判所で裁判がおこなわれることになった。
裁判での検察の主張は、平野が後援会の役員27人を呼んで京極の票の取りまとめを依頼、そして現金3万円と菓子類を渡し、さらにその次に後援会の人々143人を高槻森林観光センターに3回に分けて呼んで京極にあいさつさせたことになった、というものであった。一方、弁護側は役員会が本当にあったのか、京極が宴会の席に来たのは事実かという疑問点を主張した。この主張に対して検察側は、役員会があったとされる日にちについて、1986年の3月下旬⇒3月18日から4月3日⇒4月6日以前⇒3月29日頃、と変異した。
ほとんど自白調書しか証拠がない中、1991年3月、大阪地裁は全員に対して無罪判決を下した（裁判中に8人が死亡）。判決では、京極が当日大阪府内の6箇所ものあいさつ周りをしており、その間に宴会に出席するには時間的に不可能に近いこと、役員27人が集まったとされる日にちが見当たらないこと、などが理由として挙げられ、自白調書についての信用性を否定した。検察はこの判決に対して控訴を断念した。結果的に略式命令に従った11人も含めて、無罪が確定することになった。

## 事件の疑問点
- この事件では京極俊明、宴会に出席していた当時現職の高槻市長の江村利雄が起訴されておらず、なぜ検察が起訴から外したのか、被告の支援者などから疑問に思われている。
- この事件は自白以外にほとんど証拠と呼べるものがないため、検察が虚偽自白をさせて事件をでっち上げたという指摘がある。

## 補足
- 京極俊明はこの時の選挙（第14回参議院議員通常選挙）で、西川きよし、峯山昭範、沓脱タケ子に次ぐ得票数で落選した。
- 主任検事だった矢野次男は、無罪判決後の取材に対して「私は今も有罪を確信している」と述べた。